# Челозеро (озеро, Мурманская область)
Челозеро — пресноводное озеро на территории сельского поселения Зареченск Кандалакшского района Мурманской области и Кестеньгского сельского поселения Лоухского района Республики Карелии.

## Общие сведения
Площадь озера — 3,8 км². Располагается на высоте 39,8 метров над уровнем моря.
Форма озера лопастная, продолговатая: оно более чем на десять километров вытянуто с северо-запада на юго-восток. Берега изрезанные, каменисто-песчаные, преимущественно возвышенные.
Через Челозеро течёт река Винча, впадающая в Нотозеро. Через Нотозеро протекает река Лопская, впадающая в озеро Пажма, являющееся частью Ковдозера. Через последнее протекает река Ковда, впадающая, в свою очередь, в Белое море.
В северо-западную оконечность Челозера впадает протока, вытекающая из озера Кукас.
В озере расположено не менее трёх безымянных островов различной площади.
Вдоль юго-западного берега озера проходит лесная дорога.
Населённые пункты вблизи водоёма отсутствуют.
Код объекта в государственном водном реестре — 02020000611102000001709.